# Юбилейный мост (Калининград)
Юбилейный мост — пешеходный разводной мост через реку Преголю в Калининграде. Мост назван так потому что его открытие, состоявшееся 1 июля 2005 года, было приурочено к 750-летнему юбилею города. Мост соединяет улицы Октябрьскую и Эпроновскую. Мост входит в состав комплекса Рыбная деревня. Автор проекта моста — архитектор Александр Башин.
Мост построен на опорах разрушенного во время войны Императорского моста (нем. Kaiserbrücke).

## Описание моста
Мост трёхпролётный, средний пролёт разводится для обеспечения прохода судов. Общая длина моста составляет примерно 70 метров, из них по 24 метра приходятся на боковые пролёты и 18,5 метра на средний, разводной.

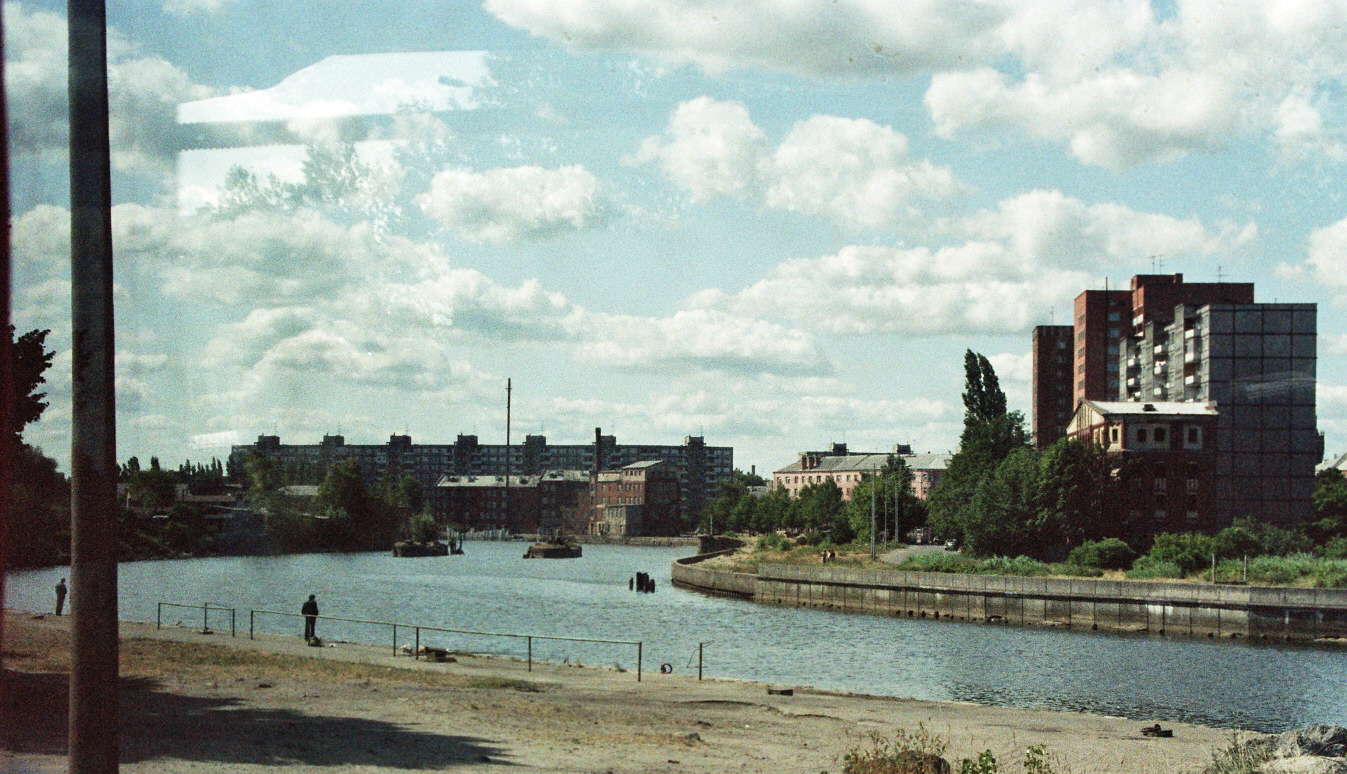
Река Перголя и быки старого Императорского моста, вид на юг (1982)

Юбилейный мост выстроен на быках бывшего Императорского моста (Кайзербрюкке), который был построен в 1905 году, был разрушен во время Второй мировой войны и позднее не восстанавливался. По сравнению со своим предшественником Юбилейный мост стал у́же (6 м вместо 11 м) и выше, что позволяет не разводить мост для прохода малых судов. Однако общий облик Юбилейного моста напоминает Императорский мост.
Юбилейный мост украшен ажурными фонарями и оградой.
По расчётам, мост должен выдерживать нагрузку в 6—7 человек на квадратный метр. Для проверки моста на прочность на мост загнали два порожних КамАЗа, весом по 8 тонн каждый. Это — единственный случай, когда по мосту ездили автомобили.
Рядом с мостом расположен мостовой домик, в котором размещены механизмы для разведения моста.